# Edgewood (Ohio)
Edgewood es un lugar designado por el censo ubicado en el condado de Ashtabula en el estado estadounidense de Ohio. En el Censo de 2010 tenía una población de 4432 habitantes y una densidad poblacional de 250,29 personas por km².

## Geografía
Edgewood se encuentra ubicado en las coordenadas 41°52′36″N 80°44′44″O / 41.87667, -80.74556. Según la Oficina del Censo de los Estados Unidos, Edgewood tiene una superficie total de 17.71 km², de la cual 17.69 km² corresponden a tierra firme y (0.09%) 0.02 km² es agua.

## Demografía
Según el censo de 2010, había 4432 personas residiendo en Edgewood. La densidad de población era de 250,29 hab./km². De los 4432 habitantes, Edgewood estaba compuesto por el 94.22% blancos, el 1.94% eran afroamericanos, el 0.14% eran amerindios, el 0.54% eran asiáticos, el 0% eran isleños del Pacífico, el 0.59% eran de otras razas y el 2.57% pertenecían a dos o más razas. Del total de la población el 3.18% eran hispanos o latinos de cualquier raza.